# Sphecosoma albipalpe
Sphecosoma albipalpe är en fjärilsart som beskrevs av Max Wilhelm Karl Draudt 1915. Sphecosoma albipalpe ingår i släktet Sphecosoma och familjen björnspinnare. Inga underarter finns listade i Catalogue of Life.